# Quercetano
Il Quercetano è una cultivar di olivo tipica della Versilia. 

## Caratteristiche

### Generalità
Originaria di Querceta, frazione di Seravezza (LU), è diffusa in tutta la Versilia e in alcune zone della provincia di Massa. Si tratta di una varietà molto antica; tuttavia, la produzione odierna è limitata, sia per quantità che per areale di coltivazione, e ciò la rende un prodotto di nicchia.
Piuttosto rustica e di taglia media, ha portamento assurgente e rami penduli e chioma densa. La fioritura è tardiva rispetto al frantoio (fine maggio-giugno) e così la maturazione che risulta tardiva (fine novembre-dicembre) e scalare. Essendo autoincompatibile necessita di impollinatori. Le talee sono scarsamente rizogene e si moltiplica spesso per innesto.

### Fiori, frutti e olio
I fiori presentano un aborto dell'ovario del 21%.
I frutti sono ellissoidali con il diametro posizionato al centro, le olive sono in generale di piccole dimensioni.
 La resa in olio è del 15-18%.
L'olio ottenuto dalle olive quercetane ha un leggero sapore di fruttato e di colore verde-giallo intenso.

## Riconoscimenti
Monoclutivar Quercetano dell'azienda agricola Terre Malaspiniane inserito nella guida Slow Food 2009 e nella guida FLOS OLEI 2010 - I migliori extravergini del mondo